# Richard Kürth
Richard Kürth (* 25. Dezember 1875 in Cunnersdorf bei Frankenberg/Sa.; † 26. März 1964 in Salzburg) war ein  österreichischer Politiker (GDVP) und Schlossermeister. Er war von 1927 bis 1932 Mitglied des Ständischen Salzburger Landtags, Gründer der Meisterkrankenkasse und Vizepräsident der Handelskammer. 

## Ausbildung und Beruf
Kürth erlernte den Beruf des Schlossers und war zwischen den Jahren 1906 und 1916 Eigentümer der Firma „Josef Hübschenberger & Co. Eisenwarenfabrik“ in Salzburg. Nach dem Ersten Weltkrieg war er von 1919 bis 1958 Miteigentümer und Geschäftsführer der Ofenwerke Stürmer, Kürth & Co sowie Inhaber eines Schlosserei- und Zentralheizungsbetriebes. Ab 1947 war sein Schlosserei- und Zentralheizungsbetriebes auch in den Bereichen Gas- und Wasserleitungsinstallationen in Salzburg aktiv. Ihm wurde der Berufstitel Kommerzialrat verliehen.

## Politik und Funktionen
Kürth engagierte sich in der Großdeutschen Volkspartei (GDVP) und gehörte als Vertreter der Großdeutschen Volkspartei vom 3. Mai 1927 bis zum 18. Mai 1932 als Abgeordneter dem Salzburger Landtag an. Er war danach von 1932 bis 1934 Mitglied des Gemeinderates der Stadt Salburg und war im Anschluss zwischen den Jahren 1935 und 1938 Mitglied des Gemeindetages der Stadt Salzburg. Innerparteilich war er von 1927 bis 1934 Mitglied der Landesparteileitung der Großdeutschen Volkspartei.
Kürth wirkte zwischen 1924 und 1933 als Präsident des Landeshauptverbandes der Bezirksverbände und Gewerbegenossenschaften des Landes Salzburg, war 1928 Gründer und bis 1933 Obmann der Meisterkrankenkasse und von 1927 bis 1938 als Vizepräsident in der Kammer für Handel, Gewerbe und Industrie in Salzburg aktiv. Des Weiteren fungierte er von 1934 bis 1938 als Bundes- und Landesinnungsmeister der Schlosser sowie als Landesgewerbeführer. Kürth war auch Mitglied des Salzburger Turnvereins. 
Er beantragte 1939 die Aufnahme in die NSDAP, wurde aber abgelehnt.
Nach dem Zweiten Weltkrieg war Kürth von 1949 bis 1957 als Obmann des Überwachungsausschusses der Salzburger Gebietskrankenkasse engagiert, des Weiteren war er wie bereits von 1930 bis 1941 zwischen 1952 und 1953 Vizekonsul des Königreiches Schweden.
Ihm zu Ehren wurde 1962 eine Straße im Salzburger Stadtteil Schallmoos in „Richard-Kürth-Straße“ benannt.